# Pegoplata arnaudi
Pegoplata arnaudi är en tvåvingeart som beskrevs av Griffiths 1986. Pegoplata arnaudi ingår i släktet Pegoplata och familjen blomsterflugor.
Artens utbredningsområde är Kalifornien. Inga underarter finns listade i Catalogue of Life.